# Presídio de Casalvasco
O Presídio de Casalvasco localizava-se na margem direita do rio Barbado, em área do atual município de Vila Bela da Santíssima Trindade, no estado de Mato Grosso, no Brasil.

## História
Fruto do projeto civilizador da Coroa portuguesa para a região, a povoação de Casalvasco foi fundada em 1782 por determinação do 4º governador e Capitão-general da Capitania de Mato Grosso, Luís de Albuquerque de Melo Pereira e Cáceres, em local onde já existiam as casas de uma fazenda de gado, com alguns moradores.

## Características
A sua planta apresenta configuração estruturada demais para uma simples povoação, com duas praças de três lados ao invés da usual praça única, retangular. A maior, denominada Praça da Vitória, estava cercada por habitações de indígenas, barracões para tropa, instalações para os oficiais, e uma residência para o Governador, quando a visitasse, além de um hospital (DELSON, 1979:143. apud SILVA, 1999:74-75).